# 강진 구곡사 소장 익재 이제현 상과 백사 이항복 상
강진 구곡사 소장 익재 이제현상과 백사 이항복상(康津龜谷祠所藏益齋李齊賢像과白沙李恒福像)은 대한민국 전라남도 강진군 대구면 구곡사에 있는 익재 이제현(1287년~1367년)과 백사 이항복(1556년~1618년)의 초상화이다. 1995년 12월 26일 전라남도의 유형문화재 제189호로 지정되었다.

## 같이 보기
- 이제현
- 이항복

## 참고 자료
- 강진구곡사소장익재이제현상과백사이항복상 - 국가유산청 국가유산포털